# Хайян (тайфун)
Тайфун Хайя́н (от англ. Haiyan, кит. 海燕, также Хаян, известный на Филиппинах как тайфун Йоланда) — один из самых сильных тропических циклонов за всю историю метеонаблюдений, произошедший в ноябре 2013 года на территории Филиппин и соседних стран. Это тридцатый шторм, который получил название, тринадцатый тайфун и пятый супер-тайфун Тихоокеанского сезона тайфунов 2013 года. Привел к катастрофическим разрушениям в филиппинской провинции Лейте и на острове Самар.
Предварительный финансовый ущерб от тайфуна на Филиппинах оценивается NDRRMC как минимум в 787 млн долларов (на 28 ноября), независимые экономисты давали оценку в 14 млрд долларов. Ущерб в Китае составляет около 848 млн долларов.
Подтверждена информация о 6352 погибших. Многие люди до сих пор числятся пропавшими без вести в результате этого шторма.
От тайфуна пострадало по данным ООН более 11 миллионов человек, большая их часть — жители Филиппин. Многие из них лишились своих домов, 530 тысяч было эвакуировано. Во Вьетнаме было эвакуировано более 600 тысяч человек. Тайфун уничтожил около 585 тысяч домов и повредил более 588 тысяч.

## Метеорологическая история

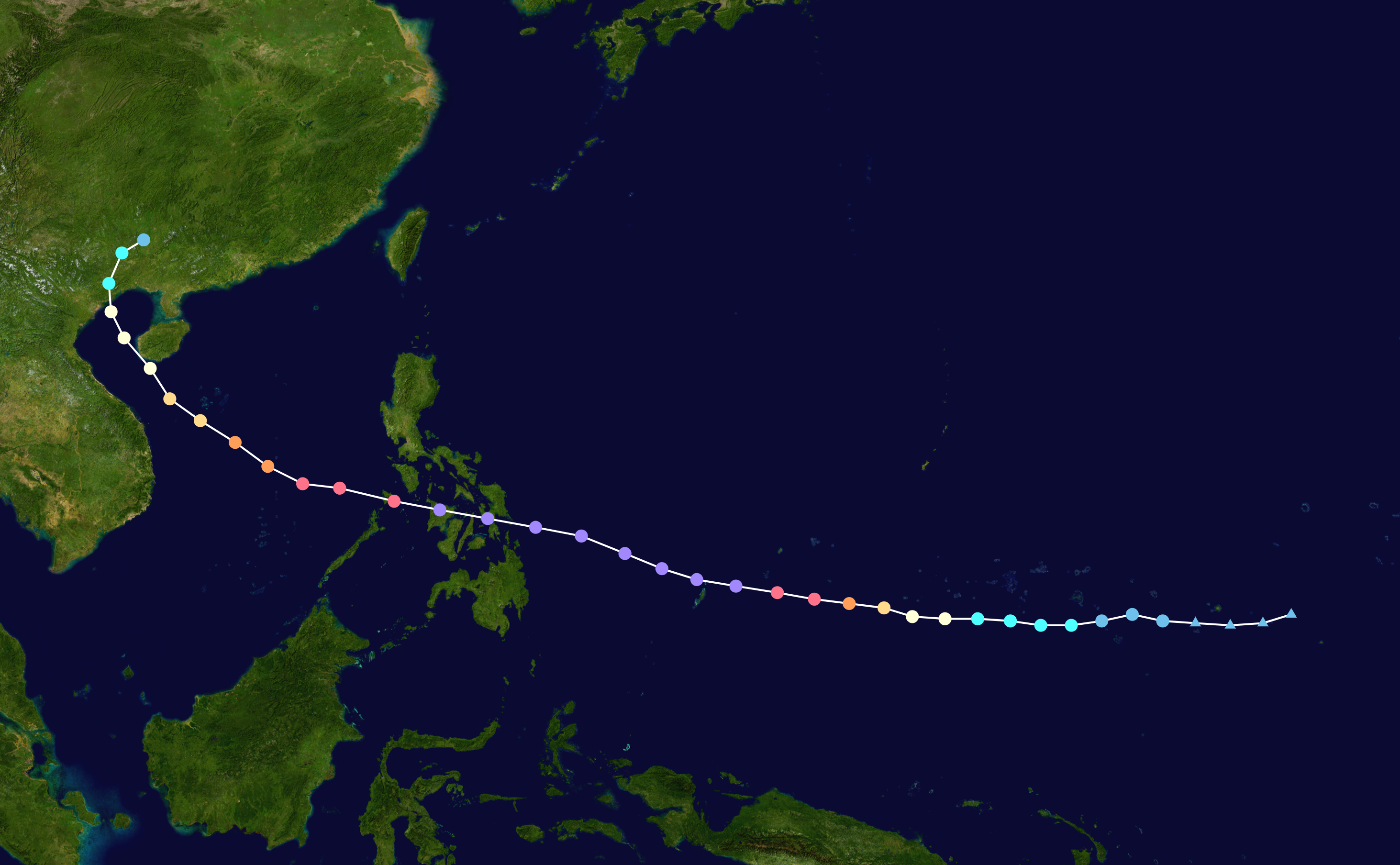
Путь шторма на карте. Точками отмечено положение центра шторма каждые 6 часов, цвет точки указывает на интенсивность (фиолетовый цвет — наивысшая интенсивность).

2 ноября Объединённый американский военно-морской центр по предупреждению о тайфунах (Joint Typhoon Warning Center, JTWC) начал мониторинг широкой области низкого давления, расположенной примерно в 425 км к востоку—юго-востоку от Понпея, одного из регионов в Федеративных Штатах Микронезии. Расчёт условий окружающей среды в ходе тропического циклогенезиса и численный прогноз погоды показали, что в течение 72 часов должен сформироваться тропический циклон. Рано утром 3 ноября Японское метеорологическое агентство (JMA) классифицировало явление как тропическую депрессию. Затем и JTWC также классифицировало систему как тропическую депрессию, вскоре после выпуска оповещения о формировании тропического циклона. Дальнейший рост интенсивности тропического циклона привёл к переклассификации его в тропический шторм и его именованию Хайян (кит. 海燕, в переводе — «буревестник») в 0:00 по UTC 4 ноября. После этого тропический шторм начал период быстрой интенсификации, который 5 ноября в 18:00 достиг интенсивности тайфуна. К 6 ноября JTWC оценил систему как супертайфун, эквивалентный 5-й категории по шкале ураганов Саффира–Симпсона. 7 ноября в 12:00 по UTC Японское метеорологическое агентство оценило максимальную 10-минутную устойчивую скорость ветра в 230 км/ч и минимальное атмосферное давление в центре 895 миллибар (671,3 мм), через 6 часов JTWC оценил среднюю 1-минутную скорость ветра в 196 миль в час (315 км/ч). Из-за отсутствия прямых наблюдений за тайфуном самолётом-разведчиком, его истинная сила остаётся несколько неизвестной. Когда Хайян обрушился на берег Восточного Самара, его 1-минутная устойчивая скорость ветра по неофициальной оценке JTWC составляла 315 км/ч, что является рекордным показателем на суше среди всех тропических циклонов. Филиппинское управление атмосферных, геофизических и астрономических служб (PAGASA) оценило среднюю скорость 10-минутного устойчивого ветра в 235 км/ч и порывы до 275 км/ч при выходе на сушу над Гуйуаном, Восточный Самар.

Анимированное инфракрасное спутниковое изображение тайфуна Хайян перед пиком интенсивности до выхода на сушу на Филиппинах

7 ноября в 20:40 по UTC Хайян обрушился на сушу в Гуйуане (Восточный Самар) с максимальной интенсивностью. Взаимодействие с сушей привело к небольшому ухудшению структуры шторма, хотя он оставался исключительно мощным штормом, когда обрушился на Толосу (Лейте) около 23:00 по UTC. Тайфун совершил еще четыре выхода на сушу, пересекая Висайи: Даанбантаян, остров Бантаян, Консепсьон и остров Бусуанга.
Хайян, ядро которого было нарушено взаимодействием суши с Филиппинами, появился над Южно-Китайским морем поздно вечером 8 ноября. Условия окружающей среды перед штормом вскоре стали менее благоприятными, так как прохладный устойчивый воздух начал окутывать западную сторону циркуляции шторма. Продолжая движение через Южно-Китайское море, Хайян повернул на северо-запад поздно вечером 9 ноября и продолжал движение до 10 ноября, огибая юго-западный край субтропического хребта, ранее направлявшегося на запад. Быстрое ослабление последовало по мере того, как Хайян приближался к своему окончательному выходу на сушу во Вьетнаме, в конечном итоге выйдя на берег в стране около Хайфона в 21:00 по UTC, как сильный тропический шторм. Оказавшись на берегу, шторм быстро ухудшился и в последний раз был отмечен, когда он рассеялся в Китае над Гуанси-Чжуанским автономным районом, 11 ноября.

## Подготовка к тайфуну

### Филиппины
Вскоре после того, как 6 ноября тайфун Хайян попал в зону ответственности Филиппин, PAGASA установила первый уровень PSWS (предупреждения о штормах), самый низкий из 4 возможных, для большей части Висайи и Минданао. По мере приближения шторма, предупреждения были выданы также в Лусоне, уровень был повышен для восточных районов. К вечеру 7 ноября был выдан наивысший уровень, PSWS #4, соответствующий ожидаемым скоростям ветра выше 185 км/ч (115 миль в час) для островов и провинций Билиран, Восточный Самар, Лейте, северного Себу, Самар и Южный Лейте. В течение 8 ноября предупреждение PSWS #4 было выдано на ещё несколько районов, включая южные области Лусона.
Власти ввели высший уровень готовности для полиции в Бикольском Регионе. В провинциях Самар и Лейте были отменены занятия в школах, начата эвакуация жителей из районов, которые могут пострадать от затопления и оползней. Некоторые районы, которым угрожал тайфун, ранее пострадали от землетрясения в провинции Бохоль (15 октября 2013 года, магнитуда 7,1). Президент Филиппин попросил военных предоставить самолеты и вертолеты в регионах, которым угрожал шторм. Поскольку Хайян двигался очень быстро, PAGASA выдала предупреждения различных уровней в 60 провинциях страны из 80, включая столичный регион (агломерация Манилы). 8 ноября был введен в действие протокол международной Хартии по космосу и крупным катастрофам, согласно которому операторы космических спутников дистанционного зондирования Земли бесплатно выделяют свои ресурсы для получения оперативных спутниковых снимков региона.

### Вьетнам
9 ноября тайфун приблизился к территории Вьетнама, прогнозировалась скорость ветра до 120—130 км/ч, с порывами до 185 км/ч. 200 тысяч человек были эвакуированы из центральных регионов страны. Отменили занятия в школах; людей, живущих в низкорасположенных прибрежных районах переместили в более защищенные места. Было ограничено мореходство. Проведена мобилизация 170 тысяч военнослужащих. Незадолго до Хайяна центральный Вьетнам подвергался разрушениям от тайфунов Wutip и Nari, однако Хайян ожидался как минимум в два раза более сильным и значительно более разрушительным.
К моменту прибытия тайфуна была проведена эвакуация примерно 600 тысяч жителей; однако в некоторых местах предупреждения о тайфуне были объявлены слишком поздно. Отменили сотни авиарейсов.
С 10 ноября протокол международной Хартии по космосу и крупным катастрофам был также введен для территории Вьетнама.

## Вторжение

### Филиппины
В городе Суригао (самая северная точка острова Минданао) было зафиксировано 281,9 мм осадков за период менее чем за 12 часов.
Одним из первых встретили Хайян муниципалитет Гуйуань (Восточный Самар) в 20:40 по UTC, 7 ноября 2013 года, с предварительными оценками скорости ветра в диапазоне от 147 до 195 миль в час. Затем Хайян обрушился на регион Висайи. Во многих местах были зафиксированы штормовые волны. На островах Лейте и Самар, по данным PAGASA, волны достигали высоты 5–6 метров.
10 ноября NDRRMC подтвердил сообщения о 151 погибшем. При этом власти провинции Самар сообщали о 300 погибших.
В городе Таклобан (Лейте, около 200 тыс. жителей) штормовым нагоном высотой 5,2 метра было разрушено здание терминала городского аэропорта, расположенного непосредственно на побережье, сохранилась лишь ВПП. Также наблюдались волны высотой 4–4,6 метров, которые привели к массовым разрушениям. Особенно сильно пострадали низменные восточные районы Таклобана, прибрежные строения были полностью смыты. Были затоплены восточные районы провинции, находившиеся на расстоянии до одного километра от побережья. Предварительные оценки погибших — более 1000 в Таклобане, сотни в провинции Самар. Порядка 70–80 % провинции Лейте разрушено, губернатор заявил, что количество погибших может превысить 10 тысяч. По сообщениям филиппинского красного креста, на 9 ноября количество погибших в провинции достигло 1,2 тысяч. Западное побережье провинции Самар пострадало в меньшей степени.
Многие семьи в провинциях Самар и Лейте потеряли своих близких. В том числе погибло множество детей. Транспортное сообщение с городом Таклобан было нарушено.
Несмотря на экстремально высокую скорость ветра, причиной большей части смертей и разрушений стали штормовые волны. Наиболее пострадали области на восточном побережье Самара и Лейте, область города Таклобан и низко расположенные населенные участки. Филиппинский министр внутренних дел Мар Рохас (Mar Roxas) заявил о высокой сложности требуемых спасательных операций. На расстоянии до километра от берега не сохранилось практически ни одной постройки, некоторые участки полностью покрыты грязью и мусором. Эффект от волн сравним с разрушениями от цунами. Журналисты описывали состояние города как «апокалиптическое», город практически полностью уничтожен.

### Китай
Тайфун достиг провинции Хайнань, он нанес значительные разрушения, где и погибло 6 человек. Более всего пострадала область Цюнхай (琼海), где около 3,5 тыс. человек в 20 деревнях были изолированы из-за сильного затопления. Прямой экономический ущерб оценивается в 4,9 млрд юаней (803 млн долларов США). В провинции Гуанси наблюдались сильные осадки до 380 мм и порывы ветра до 100 км/ч. Около 1,2 миллиона человек были затронуты стихией, около 26,3 тысяч были эвакуированы. Ущерб в Гуанси оценивается в 275 млн юаней (45 млн долларов). Около 900 домов и 25 тыс. га посевов были уничтожены, более 8,5 тыс. домов повреждены.

### Вьетнам
Во Вьетнаме тайфун привел к значительным осадкам, типичным для тропического шторма. Сообщалось о 14 погибших и 81 раненом.

## Последствия

### Филиппины
После прохождения тайфуна на территории города Таклобан наблюдались массовое мародерство и грабежи, в том числе автомобилей с гуманитарной помощью, магазинов и торговых центров. Склад ГСМ на территории города охраняет вооруженная полиция, усиленная более чем 200 офицерами. Президент страны, Бенигно Акино III, рассматривал возможность введения военного положения для восстановления порядка.
11 ноября приказом № 682 в стране был введен режим национального бедствия.
В пострадавших районах отсутствует водо- и электроснабжение, отмечается острая нехватка еды, питьевой воды и медикаментов.
Спустя более чем месяц в центральной части Филиппин ежедневно находят до 30 тел погибших. По официальным данным, число погибших в настоящее время превышает 6 тысяч, около 1800 человек числятся пропавшими без вести.
На юго-восточном побережье Самара тайфун отбросил штормовым нагоном два гигантских валуна весом 70 и 180 тонн вдоль берега на 45 метров от их первоначального места. Валун весом 23,5 тонны был оторван от скалы и поднят почти на 6 метров над уровнем моря. Несколько других валунов весом 17 тонн были унесены далеко вглубь острова и остановились на высоте около 12 метров над уровнем моря. Также был перенесён обломочный известняк объёмом 83 м³ вглубь острова на 280 метров.

### Международная реакция
Помощь Филиппинам предложили и оказывали несколько стран и организаций, включая ООН, США, Канада (CMAT, GlobalMedic, DART), Израиль, Великобританию, Гонконг, Японию, Россию, Южную Корею.
США направили к Филиппинам авианосец «Джордж Вашингтон».